# Serie A 2014-2015 (calcio femminile)
L'edizione 2014-2015 è stata la quarantottesima edizione del campionato italiano di Serie A di calcio femminile.

## Stagione

### Novità
A differenza della precedente stagione, partecipano al campionato 14 società. Alle retrocesse Fimauto Valpolicella, Chiasiellis, Inter Milano, Napoli, Grifo Perugia e Scalese si sostituiscono Cuneo, Anima e Corpo Orobica, San Zaccaria e Pink Sport Time, vincitrici dei quattro gironi di B.
Come nella scorsa stagione sono nove le regioni rappresentate, con solo una società ciascuna a rappresentare l'Italia meridionale e quella insulare. La Lombardia resta la regione più rappresentata con 4 squadre, seguono Emilia-Romagna e Friuli-Venezia Giulia con due. Una squadra a testa per Lazio, Toscana, Piemonte, Puglia, Sardegna e Veneto.

### Formula
Inizialmente, non dovendo più ridurre le società da 16 a 14 squadre, sarebbero dovute retrocedere in Serie B solo quattro squadre: le ultime due classificate, più altre due dopo i play-out (in gara unica sul campo della meglio classificata), secondo lo schema 9ª-12ª e 10ª-11ª, con gli spareggi che non si sarebbero disputati qualora tra le due squadre vi fosse stacco un distacco pari o maggiore di dieci punti.
Tuttavia, a poche ore dall'inizio del campionato, il regolamento viene annullato: si deciderà poi in seguito, dopo la terza giornata di campionato, di ripristinare l'originario piano per ridurre le squadre da 14 a 12 entro la stagione successiva. Pertanto, viene varato un nuovo regolamento: a retrocedere in Serie B sono le ultime quattro classificate, più altre due provenienti dai play-out, da disputarsi in gara unica sul campo della meglio classificata, secondo lo schema 7ª-10ª e 8ª-9ª, previo un distacco minore di dieci punti tra le due squadre coinvolte. In caso di pareggio al termine dei 90 minuti, si disputeranno i supplementari mentre, in caso di ulteriore pareggio al termine dei 120 minuti complessivi, sarà considerata salva la squadra meglio classificata in campionato, senza passare per i calci di rigore.
Invariato, invece, il sistema di assegnazione dello scudetto (assegnato alla prima classificata), di accesso alla UEFA Women's Champions League (qualificate direttamente alla fase finale la vincitrice dello scudetto e la seconda classificata), così come le promozioni dalla Serie B (promosse le vincitrici dei rispettivi quattro gironi).

### Copertura televisiva
Per la prima volta, tutti i sabati una gara del campionato viene trasmessa in diretta ed in chiaro sul digitale terrestre. Il canale che trasmette le gare è OdeonTv, canale 177 del digitale terrestre mentre la produzione sarà curata da Professione Sport. La stessa emittente e la stessa produzione che avevano già trasmesso la finale della Supercoppa italiana disputata ad inizio stagione, trasmetteranno inoltre anche alcuni match in differita nel corso della settimana. Tuttavia, le dirette sono state sospese a partire dalla 4ª giornata di ritorno senza apparente motivo, suscitando enormi polemiche.
1ª giornata: Como 2000 - San Zaccaria 2-3

2ª giornata: Pink Sport Time - Firenze 1-2

3ª giornata: Firenze - Mozzanica 3-2

4ª giornata: AGSM Verona - Res Roma 1-1

5ª giornata: Firenze - Tavagnacco 1-1

6ª giornata: Brescia - Pink Sport Time 8-0

7ª giornata: Res Roma - Tavagnacco 1-1

8ª giornata: AGSM Verona - Brescia 1-0

9ª giornata: Riviera di Romagna - Res Roma 1-3

10ª giornata: Mozzanica - Brescia 0-1

11ª giornata: Brescia - Firenze 6-0

12ª giornata: Mozzanica - AGSM Verona 2-2

13ª giornata: Tavagnacco - Riviera di Romagna 1-0

14ª giornata: Firenze - AGSM Verona 2-2

15ª giornata: Riviera di Romagna - Brescia

16ª giornata: Pink Sport Time - Riviera di Romagna 4-1

## Squadre partecipanti
| Club               | Stagione | Città                 | Stadio                                             | Stagione precedente   |
| ------------------ | -------- | --------------------- | -------------------------------------------------- | --------------------- |
| AGSM Verona        | dettagli | Verona                | Stadio Aldo Olivieri                               | 4º posto in Serie A   |
| Brescia            | dettagli | Brescia               | Centro Sp. Club Azzurri                            | Campione d'Italia     |
| Como 2000          | dettagli | Como                  | Centro Sp. Belvedere                               | 11º posto in Serie A  |
| Cuneo              | dettagli | Cuneo                 | Stadio Fratelli Paschiero                          | 1º posto in Serie B/A |
| Firenze            | dettagli | Firenze               | Impianto Sp. San Marcellino                        | 8º posto in Serie A   |
| Pordenone          | dettagli | Pordenone             | Campo Sportivo "Ovan" di Basaldella di Vivaro (PN) | 7º posto in Serie A   |
| Mozzanica          | dettagli | Mozzanica (BG)        | Comunale di Mozzanica                              | 5º posto in Serie A   |
| Orobica            | dettagli | Azzano San Paolo (BG) | Comunale di Azzano San Paolo                       | 1º posto in Serie B/B |
| Pink Sport Time    | dettagli | Bari                  | Campo Comunale Sportivo Bitetto                    | 1º posto in Serie B/D |
| Res Roma           | dettagli | Roma                  | Centro Sp. "Raimondo Vianello"                     | 9º posto in Serie A   |
| Riviera di Romagna | dettagli | Cervia (RA)           | Stadio Germano Todoli                              | 6º posto in Serie A   |
| San Zaccaria       | dettagli | San Zaccaria, Ravenna | Centro Sportivo Massimo Soprani                    | 1º posto in Serie B/C |
| Tavagnacco         | dettagli | Tavagnacco (UD)       | Comunale (UPC Stadium)                             | 3º posto in Serie A   |
| Torres             | dettagli | Sassari               | Stadio Vanni Sanna                                 | 2º posto in Serie A   |

## Allenatori e primatisti
| Squadra            | Allenatore                                                             | Giocatrice più presente (tra parentesi il numero delle presenze)                                | Capocannoniere (tra parentesi il numero dei gol segnati) |
| ------------------ | ---------------------------------------------------------------------- | ----------------------------------------------------------------------------------------------- | -------------------------------------------------------- |
| AGSM Verona        | Renato Longega                                                         | Patrizia Panico (26)                                                                            | Patrizia Panico (34)                                     |
| Brescia            | Milena Bertolini                                                       | Giulia Nasuti (26)                                                                              | Cristiana Girelli (27)                                   |
| Como 2000          | Fausto Cattaneo                                                        | Laura Fusetti (26)                                                                              | Alice Cama (8)                                           |
| Cuneo              | Gianluca Petruzzelli                                                   | Emma Errico, Michela Franco (26)                                                                | Simona Sodini (13)                                       |
| Firenze            | Sauro Fattori                                                          | Alia Guagni, Evelyn Vicchiarello (26)                                                           | Deborah Salvatori Rinaldi, Evelyn Vicchiarello (9)       |
| Mozzanica          | Nazzarena Grilli                                                       | Valentina Giacinti, Alessia Gritti, Angela Locatelli, Andrea Scarpellini, Daniela Stracchi (26) | Valentina Giacinti (21)                                  |
| Orobica            | Marianna Marini                                                        | Marta Brasi, Martina Zamboni (24)                                                               | Chiara Massussi (4)                                      |
| Pink Sport Time    | Isabella Cardone                                                       | Saïda Akherraze, Lucia Ceci (25)                                                                | Lana Clelland (10)                                       |
| Pordenone          | Fabio Toffolo                                                          | Alice De Val, Giulia Lotto (25)                                                                 | Chiara Paroni (4)                                        |
| Res Roma           | Fabio Melillo                                                          | Claudia Ciccotti, Rosalia Pipitone, Flaminia Simonetti, Erika Villani (26)                      | Valeria Pirone (10)                                      |
| Riviera di Romagna | Enrico Buonocore (1ª-23ª) Pierluigi Angeloni (24ª-26ª)                 | Patrizia Caccamo, Chiara Eusebio, Sara Pastore (27)                                             | Luisa Pugnali (13)                                       |
| San Zaccaria       | Jacopo Leandri (1ª-14ª; 16ª) Fausto Lorenzini (15ª; 17ª-26ª e playout) | Martina Piemonte, Donata Pancaldi (25)                                                          | Martina Piemonte (12)                                    |
| Tavagnacco         | Sara Di Filippo                                                        | Alessia Tuttino (26)                                                                            | Paola Brumana (22)                                       |
| Torres             | Mario Silvetti                                                         | Giulia Domenichetti, Mimma Fazio, Giorgia Motta, Eleonora Piacezzi (26)                         | Sabrina Marchese (11)                                    |

## Classifica finale
|                   | Pos. | Squadra            | Pt | G  | V  | N | P  | GF  | GS | DR  |
| ----------------- | ---- | ------------------ | -- | -- | -- | - | -- | --- | -- | --- |
| Campione d'Italia | 1.   | AGSM Verona        | 67 | 26 | 21 | 4 | 1  | 110 | 22 | +88 |
|                   | 2.   | Brescia            | 66 | 26 | 21 | 3 | 2  | 91  | 21 | +70 |
|                   | 3.   | Mozzanica          | 56 | 26 | 18 | 2 | 6  | 60  | 19 | +41 |
|                   | 4.   | Firenze            | 48 | 26 | 14 | 6 | 6  | 45  | 36 | +9  |
|                   | 5.   | Tavagnacco         | 47 | 26 | 14 | 5 | 7  | 58  | 33 | +25 |
|                   | 6.   | Torres             | 45 | 26 | 13 | 6 | 7  | 60  | 35 | +25 |
|                   | 7.   | Res Roma           | 38 | 26 | 10 | 8 | 8  | 31  | 23 | +8  |
|                   | 8.   | Riviera di Romagna | 35 | 26 | 11 | 2 | 13 | 40  | 44 | -4  |
|                   | 9.   | San Zaccaria       | 28 | 26 | 7  | 7 | 12 | 39  | 49 | -10 |
|                   | 10.  | Cuneo              | 24 | 26 | 8  | 0 | 18 | 31  | 72 | -41 |
|                   | 11.  | Como 2000          | 22 | 26 | 5  | 7 | 14 | 25  | 71 | -46 |
|                   | 12.  | Pink Sport Time    | 15 | 26 | 4  | 3 | 19 | 21  | 61 | -40 |
|                   | 13.  | Pordenone          | 15 | 26 | 3  | 6 | 17 | 17  | 66 | -49 |
|                   | 14.  | Orobica            | 8  | 26 | 1  | 5 | 20 | 16  | 92 | -76 |

Legenda:
      Campione d'Italia e ammessa alla UEFA Women's Champions League 2015-2016.
      Ammessa alla UEFA Women's Champions League 2015-2016.
 Qualificate ai play-out.
      Retrocesse in Serie B 2015-2016.
Note:
Tre punti a vittoria, uno a pareggio, zero a sconfitta.
Torres non iscritta alla Serie A 2015-2016 per inadempienze finanziarie.
Riviera di Romagna e Pink Sport Time poi ripescate in Serie A 2015-2016 a completamento organico.

## Risultati

### Calendario
| Andata (1ª) | Andata (1ª) | 1ª giornata                | Ritorno (14ª) | Ritorno (14ª) |
|             |             |                            |               |               |
| 4 ott.      | 2-3         | Como-San Zaccaria          | 1-1           | 31 gen.       |
| 4 ott.      | 0-3         | Cuneo-Brescia              | 0-2           | 31 gen.       |
| 4 ott.      | 1-1         | Firenze-AGSM Verona        | 2-2           | 31 gen.       |
| 4 ott.      | 2-2         | Pordenone-Torres           | 0-4           | 31 gen.       |
| 4 ott.      | 3-1         | Mozzanica-Tavagnacco       | 2-1           | 31 gen.       |
| 4 ott.      | 4-0         | Res Roma-Pink Sport Time   | 0-1           | 31 gen.       |
| 4 ott.      | 7-0         | Riviera di Romagna-Orobica | 3-0           | 31 gen.       |

| Andata (2ª) | Andata (2ª) | 2ª giornata                | Ritorno (15ª) | Ritorno (15ª) |
|             |             |                            |               |               |
| 11 ott.     | 6-0         | AGSM Verona-Como           | 7-0           | 17 feb.       |
| 11 ott.     | 0-1         | Orobica-Pordenone          | 0-0           | 7 feb.        |
| 12 ott.     | 3-1         | Brescia-Riviera di Romagna | 4-0           | 18 mar.       |
| 11 ott.     | 4-0         | Tavagnacco-Cuneo           | 6-1           | 8 feb.        |
| 11 ott.     | 1-2         | Pink Sport Time-Firenze    | 1-2           | 24 feb.       |
| 11 ott.     | 0-1         | San Zaccaria-Mozzanica     | 0-2           | 17 mar.       |
| 11 ott.     | 0-1         | Torres-Res Roma            | 1-1           | 7 feb.        |

| Andata (3ª) | Andata (3ª) | 3ª giornata                        | Ritorno (16ª) | Ritorno (16ª) |
|             |             |                                    |               |               |
| 19 ott.     | 1-1         | Brescia-Orobica                    | 6-2           | 14 feb.       |
| 18 ott.     | 0-3         | Como-Tavagnacco                    | 1-1           | 14 feb.       |
| 18 ott.     | 1-6         | Cuneo-Torres                       | 0-3           | 14 feb.       |
| 18 ott.     | 3-2         | Firenze-Mozzanica                  | 0-1           | 14 feb.       |
| 18 ott.     | 0-7         | Pordenone-AGSM Verona              | 0-7           | 14 feb.       |
| 18 ott.     | 4-0         | Res Roma-San Zaccaria              | 0-0           | 14 feb.       |
| 18 ott.     | 3-0         | Riviera di Romagna-Pink Sport Time | 1-4           | 14 feb.       |

| Andata (4ª) | Andata (4ª) | 4ª giornata               | Ritorno (17ª) | Ritorno (17ª) |
|             |             |                           |               |               |
| 1° nov.     | 1-1         | AGSM Verona-Res Roma      | 3-0           | 21 feb.       |
| 1° nov.     | 0-2         | Orobica-Cuneo             | 1-3           | 21 feb.       |
| 2 nov.      | 0-3         | Tavagnacco-Brescia        | 1-4           | 21 feb.       |
| 1° nov.     | 4-0         | Mozzanica-Como            | 6-0           | 21 feb.       |
| 1° nov.     | 1-0         | Pink Sport Time-Pordenone | 0-1           | 21 feb.       |
| 1° nov.     | 0-2         | San Zaccaria-Firenze      | 1-2           | 21 feb.       |
| 1° nov.     | 3-1         | Torres-Riviera di Romagna | 3-0           | 21 feb.       |

| Andata (3ª) | Andata (3ª) | 3ª giornata                        | Ritorno (16ª) | Ritorno (16ª) |
|             |             |                                    |               |               |
| 19 ott.     | 1-1         | Brescia-Orobica                    | 6-2           | 14 feb.       |
| 18 ott.     | 0-3         | Como-Tavagnacco                    | 1-1           | 14 feb.       |
| 18 ott.     | 1-6         | Cuneo-Torres                       | 0-3           | 14 feb.       |
| 18 ott.     | 3-2         | Firenze-Mozzanica                  | 0-1           | 14 feb.       |
| 18 ott.     | 0-7         | Pordenone-AGSM Verona              | 0-7           | 14 feb.       |
| 18 ott.     | 4-0         | Res Roma-San Zaccaria              | 0-0           | 14 feb.       |
| 18 ott.     | 3-0         | Riviera di Romagna-Pink Sport Time | 1-4           | 14 feb.       |

| Andata (4ª) | Andata (4ª) | 4ª giornata               | Ritorno (17ª) | Ritorno (17ª) |
|             |             |                           |               |               |
| 1° nov.     | 1-1         | AGSM Verona-Res Roma      | 3-0           | 21 feb.       |
| 1° nov.     | 0-2         | Orobica-Cuneo             | 1-3           | 21 feb.       |
| 2 nov.      | 0-3         | Tavagnacco-Brescia        | 1-4           | 21 feb.       |
| 1° nov.     | 4-0         | Mozzanica-Como            | 6-0           | 21 feb.       |
| 1° nov.     | 1-0         | Pink Sport Time-Pordenone | 0-1           | 21 feb.       |
| 1° nov.     | 0-2         | San Zaccaria-Firenze      | 1-2           | 21 feb.       |
| 1° nov.     | 3-1         | Torres-Riviera di Romagna | 3-0           | 21 feb.       |

| Andata (5ª) | Andata (5ª) | 5ª giornata                     | Ritorno (18ª) | Ritorno (18ª) |
|             |             |                                 |               |               |
| 2 dic.      | 0-2         | Orobica-Torres                  | 0-7           | 28 feb.       |
| 8 nov.      | 8-0         | Brescia-Pink Sport Time         | 3-0           | 28 feb.       |
| 8 nov.      | 1-11        | Cuneo-AGSM Verona               | 0-6           | 28 feb.       |
| 8 nov.      | 1-1         | Firenze-Tavagnacco              | 2-1           | 28 feb.       |
| 8 nov.      | 0-2         | Pordenone-Mozzanica             | 0-4           | 28 feb.       |
| 8 nov.      | 3-1         | Res Roma-Como 2000              | 0-0           | 28 feb.       |
| 8 nov.      | 2-1         | Riviera di Romagna-San Zaccaria | 2-1           | 28 feb.       |

| Andata (6ª) | Andata (6ª) | 6ª giornata                    | Ritorno (19ª) | Ritorno (19ª) |
|             |             |                                |               |               |
| 15 nov.     | 2-1         | AGSM Verona-Riviera di Romagna | 1-0           | 14 mar.       |
| 15 nov.     | 0-2         | Como 2000-Firenze              | 1-0           | 14 mar.       |
| 15 nov.     | 10-0        | Tavagnacco-Orobica             | 1-0           | 14 mar.       |
| 15 nov.     | 2-0         | Mozzanica-Res Roma             | 0-2           | 14 mar.       |
| 15 nov.     | 2-1         | Pink Sport Time-Cuneo          | 0-1           | 14 mar.       |
| 15 nov.     | 3-1         | San Zaccaria-Pordenone         | 3-1           | 14 mar.       |
| 15 nov.     | 2-3         | Torres-Brescia                 | 1-1           | 14 mar.       |

| Andata (5ª) | Andata (5ª) | 5ª giornata                     | Ritorno (18ª) | Ritorno (18ª) |
|             |             |                                 |               |               |
| 2 dic.      | 0-2         | Orobica-Torres                  | 0-7           | 28 feb.       |
| 8 nov.      | 8-0         | Brescia-Pink Sport Time         | 3-0           | 28 feb.       |
| 8 nov.      | 1-11        | Cuneo-AGSM Verona               | 0-6           | 28 feb.       |
| 8 nov.      | 1-1         | Firenze-Tavagnacco              | 2-1           | 28 feb.       |
| 8 nov.      | 0-2         | Pordenone-Mozzanica             | 0-4           | 28 feb.       |
| 8 nov.      | 3-1         | Res Roma-Como 2000              | 0-0           | 28 feb.       |
| 8 nov.      | 2-1         | Riviera di Romagna-San Zaccaria | 2-1           | 28 feb.       |

| Andata (6ª) | Andata (6ª) | 6ª giornata                    | Ritorno (19ª) | Ritorno (19ª) |
|             |             |                                |               |               |
| 15 nov.     | 2-1         | AGSM Verona-Riviera di Romagna | 1-0           | 14 mar.       |
| 15 nov.     | 0-2         | Como 2000-Firenze              | 1-0           | 14 mar.       |
| 15 nov.     | 10-0        | Tavagnacco-Orobica             | 1-0           | 14 mar.       |
| 15 nov.     | 2-0         | Mozzanica-Res Roma             | 0-2           | 14 mar.       |
| 15 nov.     | 2-1         | Pink Sport Time-Cuneo          | 0-1           | 14 mar.       |
| 15 nov.     | 3-1         | San Zaccaria-Pordenone         | 3-1           | 14 mar.       |
| 15 nov.     | 2-3         | Torres-Brescia                 | 1-1           | 14 mar.       |

| Andata (7ª) | Andata (7ª) | 7ª giornata                  | Ritorno (20ª) | Ritorno (20ª) |
|             |             |                              |               |               |
| 29 nov.     | 1-10        | Orobica-AGSM Verona          | 0-5           | 21 mar.       |
| 30 nov.     | 2-2         | Brescia-San Zaccaria         | 1-3           | 21 mar.       |
| 29 nov.     | 1-3         | Cuneo-Mozzanica              | 1-4           | 21 mar.       |
| 29 nov.     | 0-2         | Pordenone-Firenze            | 1-2           | 21 mar.       |
| 30 nov.     | 1-1         | Res Roma-Tavagnacco          | 1-3           | 21 mar.       |
| 29 nov.     | 3-1         | Riviera di Romagna-Como 2000 | 2-1           | 21 mar.       |
| 29 nov.     | 1-0         | Torres-Pink Sport Time       | 2-0           | 21 mar.       |

| Andata (8ª) | Andata (8ª) | 8ª giornata                  | Ritorno (21ª) | Ritorno (21ª) |
|             |             |                              |               |               |
| 6 dic.      | 1-0         | AGSM Verona-Brescia          | 2-4           | 28 mar.       |
| 6 dic.      | 1-1         | Como 2000-Pordenone          | 0-0           | 28 mar.       |
| 6 dic.      | 1-0         | Firenze-Res Roma             | 2-2           | 28 mar.       |
| 6 dic.      | 4-0         | Tavagnacco-Torres            | 1-0           | 28 mar.       |
| 6 dic.      | 2-0         | Mozzanica-Riviera di Romagna | 2-0           | 28 mar.       |
| 6 dic.      | 2-3         | Pink Sport Time-Orobica      | 1-1           | 28 mar.       |
| 6 dic.      | 1-2         | San Zaccaria-Cuneo           | 1-2           | 28 mar.       |

| Andata (9ª) | Andata (9ª) | 9ª giornata                 | Ritorno (22ª) | Ritorno (22ª) |
|             |             |                             |               |               |
| 13 dic.     | 0-7         | Orobica-Mozzanica           | 0-2           | 11 apr.       |
| 13 dic.     | 7-2         | Brescia-Como 2000           | 7-1           | 11 apr.       |
| 13 dic.     | 1-4         | Cuneo-Firenze               | 1-3           | 11 apr.       |
| 13 dic.     | 0-2         | Pordenone-Tavagnacco        | 2-3           | 11 apr.       |
| 13 dic.     | 1-3         | Pink Sport Time-AGSM Verona | 1-7           | 11 apr.       |
| 13 dic.     | 1-3         | Riviera di Romagna-Res Roma | 0-3           | 11 apr.       |
| 13 dic.     | 4-0         | Torres-San Zaccaria         | 3-3           | 12 apr.       |

| Andata (10ª) | Andata (10ª) | 10ª giornata               | Ritorno (23ª) | Ritorno (23ª) |
|              |              |                            |               |               |
| 20 dic.      | 3-1          | AGSM Verona-Torres         | 6-2           | 18 apr.       |
| 20 dic.      | 1-5          | Como 2000-Cuneo            | 1-0           | 18 apr.       |
| 20 dic.      | 1-1          | Firenze-Riviera di Romagna | 2-0           | 18 apr.       |
| 20 dic.      | 2-0          | Tavagnacco-Pink Sport Time | 3-2           | 18 apr.       |
| 20 dic.      | 0-1          | Mozzanica-Brescia          | 1-2           | 18 apr.       |
| 20 dic.      | 2-1          | Res Roma-Pordenone         | 0-0           | 18 apr.       |
| 20 dic.      | 3-1          | San Zaccaria-Orobica       | 3-1           | 18 apr.       |

| Andata (9ª) | Andata (9ª) | 9ª giornata                 | Ritorno (22ª) | Ritorno (22ª) |
|             |             |                             |               |               |
| 13 dic.     | 0-7         | Orobica-Mozzanica           | 0-2           | 11 apr.       |
| 13 dic.     | 7-2         | Brescia-Como 2000           | 7-1           | 11 apr.       |
| 13 dic.     | 1-4         | Cuneo-Firenze               | 1-3           | 11 apr.       |
| 13 dic.     | 0-2         | Pordenone-Tavagnacco        | 2-3           | 11 apr.       |
| 13 dic.     | 1-3         | Pink Sport Time-AGSM Verona | 1-7           | 11 apr.       |
| 13 dic.     | 1-3         | Riviera di Romagna-Res Roma | 0-3           | 11 apr.       |
| 13 dic.     | 4-0         | Torres-San Zaccaria         | 3-3           | 12 apr.       |

| Andata (10ª) | Andata (10ª) | 10ª giornata               | Ritorno (23ª) | Ritorno (23ª) |
|              |              |                            |               |               |
| 20 dic.      | 3-1          | AGSM Verona-Torres         | 6-2           | 18 apr.       |
| 20 dic.      | 1-5          | Como 2000-Cuneo            | 1-0           | 18 apr.       |
| 20 dic.      | 1-1          | Firenze-Riviera di Romagna | 2-0           | 18 apr.       |
| 20 dic.      | 2-0          | Tavagnacco-Pink Sport Time | 3-2           | 18 apr.       |
| 20 dic.      | 0-1          | Mozzanica-Brescia          | 1-2           | 18 apr.       |
| 20 dic.      | 2-1          | Res Roma-Pordenone         | 0-0           | 18 apr.       |
| 20 dic.      | 3-1          | San Zaccaria-Orobica       | 3-1           | 18 apr.       |

| Andata (11ª) | Andata (11ª) | 11ª giornata                 | Ritorno (24ª) | Ritorno (24ª) |
|              |              |                              |               |               |
| 10 gen.      | 5-2          | AGSM Verona-Tavagnacco       | 2-0           | 25 apr.       |
| 10 gen.      | 0-4          | Orobica-Como 2000            | 2-2           | 25 apr.       |
| 10 gen.      | 6-0          | Brescia-Firenze              | 5-1           | 25 apr.       |
| 10 gen.      | 2-1          | Cuneo-Res Roma               | 0-1           | 25 apr.       |
| 10 gen.      | 0-0          | Pink Sport Time-San Zaccaria | 1-5           | 25 apr.       |
| 10 gen.      | 4-2          | Riviera di Romagna-Pordenone | 1-1           | 25 apr.       |
| 10 gen.      | 2-1          | Torres-Mozzanica             | 2-4           | 25 apr.       |

| Andata (12ª) | Andata (12ª) | 12ª giornata              | Ritorno (25ª) | Ritorno (25ª) |
|              |              |                           |               |               |
| 17 gen.      | 2-1          | Como 2000-Pink Sport Time | 2-1           | 2 mag.        |
| 17 gen.      | 1-1          | Firenze-Torres            | 0-1           | 2 mag.        |
| 17 gen.      | 0-6          | Pordenone-Brescia         | 0-6           | 2 mag.        |
| 17 gen.      | 2-2          | Mozzanica-AGSM Verona     | 0-1           | 2 mag.        |
| 17 gen.      | 0-0          | Res Roma-Orobica          | 1-0           | 2 mag.        |
| 17 gen.      | 2-1          | Riviera di Romagna-Cuneo  | 3-1           | 2 mag.        |
| 17 gen.      | 2-2          | San Zaccaria-Tavagnacco   | 1-1           | 2 mag.        |

| Andata (11ª) | Andata (11ª) | 11ª giornata                 | Ritorno (24ª) | Ritorno (24ª) |
|              |              |                              |               |               |
| 10 gen.      | 5-2          | AGSM Verona-Tavagnacco       | 2-0           | 25 apr.       |
| 10 gen.      | 0-4          | Orobica-Como 2000            | 2-2           | 25 apr.       |
| 10 gen.      | 6-0          | Brescia-Firenze              | 5-1           | 25 apr.       |
| 10 gen.      | 2-1          | Cuneo-Res Roma               | 0-1           | 25 apr.       |
| 10 gen.      | 0-0          | Pink Sport Time-San Zaccaria | 1-5           | 25 apr.       |
| 10 gen.      | 4-2          | Riviera di Romagna-Pordenone | 1-1           | 25 apr.       |
| 10 gen.      | 2-1          | Torres-Mozzanica             | 2-4           | 25 apr.       |

| Andata (12ª) | Andata (12ª) | 12ª giornata              | Ritorno (25ª) | Ritorno (25ª) |
|              |              |                           |               |               |
| 17 gen.      | 2-1          | Como 2000-Pink Sport Time | 2-1           | 2 mag.        |
| 17 gen.      | 1-1          | Firenze-Torres            | 0-1           | 2 mag.        |
| 17 gen.      | 0-6          | Pordenone-Brescia         | 0-6           | 2 mag.        |
| 17 gen.      | 2-2          | Mozzanica-AGSM Verona     | 0-1           | 2 mag.        |
| 17 gen.      | 0-0          | Res Roma-Orobica          | 1-0           | 2 mag.        |
| 17 gen.      | 2-1          | Riviera di Romagna-Cuneo  | 3-1           | 2 mag.        |
| 17 gen.      | 2-2          | San Zaccaria-Tavagnacco   | 1-1           | 2 mag.        |

| \| Andata (13ª) \| Andata (13ª) \| 13ª giornata \| Ritorno (26ª) \| Ritorno (26ª) \| \| \| \| \| \| \| \| 24 gen. \| 6-1 \| AGSM Verona-San Zaccaria \| 3-1 \| 9 mag. \| \| 24 gen. \| 1-2 \| Orobica-Firenze \| 2-7 \| 9 mag. \| \| 24 gen. \| 2-0 \| Brescia-Res Roma \| 1-0 \| 9 mag. \| \| 24 gen. \| 2-3 \| Cuneo-Pordenone \| 2-0 \| 9 mag. \| \| 24 gen. \| 1-0 \| Tavagnacco-Riviera di Romagna \| 1-2 \| 9 mag. \| \| 24 gen. \| 0-0 \| Pink Sport Time-Mozzanica \| 0-3 \| 9 mag. \| \| 24 gen. \| 5-0 \| Torres-Como 2000 \| 1-1 \| 9 mag. \| |              |                               |               |               |
| Andata (13ª) | Andata (13ª) | 13ª giornata                  | Ritorno (26ª) | Ritorno (26ª) |
| |              |                               |               |               |
| 24 gen. | 6-1          | AGSM Verona-San Zaccaria      | 3-1           | 9 mag.        |
| 24 gen. | 1-2          | Orobica-Firenze               | 2-7           | 9 mag.        |
| 24 gen. | 2-0          | Brescia-Res Roma              | 1-0           | 9 mag.        |
| 24 gen. | 2-3          | Cuneo-Pordenone               | 2-0           | 9 mag.        |
| 24 gen. | 1-0          | Tavagnacco-Riviera di Romagna | 1-2           | 9 mag.        |
| 24 gen. | 0-0          | Pink Sport Time-Mozzanica     | 0-3           | 9 mag.        |
| 24 gen. | 5-0          | Torres-Como 2000              | 1-1           | 9 mag.        |

| Andata (13ª) | Andata (13ª) | 13ª giornata                  | Ritorno (26ª) | Ritorno (26ª) |
|              |              |                               |               |               |
| 24 gen.      | 6-1          | AGSM Verona-San Zaccaria      | 3-1           | 9 mag.        |
| 24 gen.      | 1-2          | Orobica-Firenze               | 2-7           | 9 mag.        |
| 24 gen.      | 2-0          | Brescia-Res Roma              | 1-0           | 9 mag.        |
| 24 gen.      | 2-3          | Cuneo-Pordenone               | 2-0           | 9 mag.        |
| 24 gen.      | 1-0          | Tavagnacco-Riviera di Romagna | 1-2           | 9 mag.        |
| 24 gen.      | 0-0          | Pink Sport Time-Mozzanica     | 0-3           | 9 mag.        |
| 24 gen.      | 5-0          | Torres-Como 2000              | 1-1           | 9 mag.        |

## Play-out
| Res Roma           | n.d.  | Cuneo        | Roma, 16 maggio 2015             |  |  |  |  |  |  |
| Riviera di Romagna | 1 - 2 | San Zaccaria | Milano Marittima, 16 maggio 2015 |  |  |  |  |  |  |

## Statistiche

### Squadre

#### Capoliste solitarie
|    | —— | ——  | —— | —— | ——   | ——        | ——        | ——        | ——        | ——          | ——          | ——          | ——          | ——      | ——      | ——      | ——      | ——          | ——          | ——          | ——          | ——          | ——          | ——          | ——          | ——          |             |             |
|    |    | Res |    |    | Bre. | Mozzanica | Mozzanica | Mozzanica | Mozzanica | AGSM Verona | AGSM Verona | AGSM Verona | AGSM Verona | Brescia | Brescia | Brescia | Brescia | AGSM Verona | AGSM Verona | AGSM Verona | AGSM Verona | AGSM Verona | AGSM Verona | AGSM Verona | AGSM Verona | AGSM Verona | AGSM Verona | AGSM Verona |
|    |    |     |    |    |      |           |           |           |           |             |             |             |             |         |         |         |         |             |             |             |             |             |             |             |             |             |             |             |
|    |    |     |    |    |      |           |           |           |           |             |             |             |             |         |         |         |         |             |             |             |             |             |             |             |             |             |             |             |
| 1ª | 2ª | 3ª  | 4ª | 5ª | 6ª   | 7ª        | 8ª        | 9ª        | 10ª       | 11ª         | 12ª         | 13ª         | 14ª         | 15ª     | 16ª     | 17ª     | 18ª     | 19ª         | 20ª         | 21ª         | 22ª         | 23ª         | 24ª         | 25ª         | 26ª         |             |             |             |

#### Record
- Maggior numero di vittorie: AGSM Verona e Brescia (21)
- Minor numero di sconfitte: AGSM Verona (1)
- Migliore attacco: AGSM Verona (110 reti)
- Miglior difesa: Mozzanica (19 reti)
- Miglior differenza reti: AGSM Verona (+88)
- Maggior numero di pareggi: Res Roma (8)
- Minor numero di pareggi: Cuneo (0)
- Minor numero di vittorie: Orobica (1)
- Maggior numero di sconfitte: Orobica (20)
- Peggiore attacco: Orobica (16 reti)
- Peggior difesa: Orobica (92 reti)
- Peggior differenza reti: Orobica (-76)
- Partita con più reti: Cuneo - AGSM Verona 1-11 (12)
- Partita con maggiore scarto di gol: Cuneo - AGSM Verona 1-11 e Tavagnacco - Orobica 10-0 (10)
- Maggior numero di reti in una giornata: 36 (22ª giornata)
- Minor numero di reti in una giornata: 12 (19ª giornata)
- Miglior serie positiva: AGSM Verona (21)
- Peggior serie negativa: Como 2000 (7)

### Individuali

#### Classifica marcatrici
| Gol | Rigori |  | Giocatore          | Squadra            |
| --- | ------ |  | ------------------ | ------------------ |
| 33  | 1      |  | Patrizia Panico    | AGSM Verona        |
| 27  | 5      |  | Cristiana Girelli  | Brescia            |
| 22  | 1      |  | Daniela Sabatino   | Brescia            |
| 22  | 2      |  | Paola Brumana      | Tavagnacco         |
| 21  | 1      |  | Valentina Giacinti | Mozzanica          |
| 18  |        |  | Tatiana Bonetti    | AGSM Verona        |
| 18  | 4      |  | Melania Gabbiadini | AGSM Verona        |
| 14  |        |  | Lilla Sipos        | AGSM Verona        |
| 14  |        |  | Stefania Tarenzi   | Brescia            |
| 14  | 1      |  | Sandy Iannella     | Mozzanica          |
| 13  | 2      |  | Simona Sodini      | Cuneo              |
| 13  | 3      |  | Luisa Pugnali      | Riviera di Romagna |
| 12  |        |  | Martina Piemonte   | San Zaccaria       |
| 11  |        |  | Sabrina Marchese   | Torres             |
| 11  | 2      |  | Simona Cimatti     | San Zaccaria       |